# He Jie
He Jie (chino simplificado: 洁 何; chino tradicional: 洁 何, pinyin: He Jie) conocida también como Angel He o J.HE; (25 de marzo de 1986, en Guizhou) es una cantante Mandapop china. Debutó su carrera como cantante al ganar el cuarto lugar en el concurso de canto chino por televisión  Super Girl.

## Carrera
Participó en el concurso de Super Girl en 2005, donde llegó a la prominencia después de ubicarse en el cuarto lugar en el concurso de 2005.

## Discografía
| Album Information                                                        | Tracklisting |
| ------------------------------------------------------------------------ | --- |
| Hands (牵手) - Estreno: 29 de septiembre de 2005 - Cover Album           | Ver listaTracklisting 1. Hands (牵手) 2. Die Another Day - live (谁与争锋 - live) 3. Sunny Day 4. Color (颜色) 5. Maybe Tomorrow (也许明天) 6. Every Time 7. Just Love High Heels (只爱高跟鞋) 8. Woman Is Beautiful (美丽苯女人) 9. Cloud Home - live (故乡的云 - live) 10. Lonely Bowling (寂寞保龄球) 11. Join Me Crazy - live (跟我一起疯 - live) 12. I Want To Fly - live (我要飞 - live) 13. Dragon Boat Melody + Kangding Love Song + Goddess Marriage (龙船调+康定情歌+天仙配 - live) 14. Good Mood (好心情) 15. High High High - demo 16. Julia + Blue Apple Paradise - live (Julia+青苹果乐园 - live) 17. Loss of Good (遗失的美好) 18. Clouds Chasing The Moon - demo (彩云追月 - demo) 19. Dae Jang-geum (大长今) |
| Luminary (发光体) - Estreno: 29 de septiembre de 2005                    | Ver listaTracklisting 1. Come From Different Planets (来自不同星球) 2. Luminary (发光体) 3. Hope (希望) 4. Distance (远方) 5. Don't Give Him (不该他) 6. Please Stop Loving Me (请别再爱我) 7. Your Love Has Nothing To Do With Me (爱你与你无关) 8. Sleep In Your Arms (睡在你怀中) 9. Raised His Hand (举起手) 10. Future (未来) 11. Obsession (迷恋) |
| Clearly Not An ANGEL (明明不是ANGEL) - Estreno: 29 de septiembre de 2007 | Ver listaTracklisting 1. Clearly Not An ANGEL (明明不是ANGEL) 2. Snowing (夏雪) 3. Ten Minute Love (十分爱) 4. Boys - Rock Choir Version 5. One Minute Lady (一分钟 Lady) 6. Not The Same Place (不一样的地方) 7. Unique (独一无二) 8. Love Is Like You (爱是喜欢你) 9. Heart Consonance (心有灵犀) 10. Love On The Other Side (爱情彼岸MV) 11. Boys - Solo Latin Edition |
| Want To Go He Jie (想要回到何洁) - Estreno: 9 de septiembre de 2010      | Ver listaTracklisting 1. Want To Go Back (想要回到过去) 2. She (她) 3. More Injured More Love (越伤越爱) 4. KO ME 5. You Aren't Who I Am (不是我的你) 6. You Are My Image (你是我的风景) 7. Forgotten (忘了) 8. Mercury Leaks(水银泄地) 9. 12345 Go (12345加油) 10. Magical Night (奇幻夜) |

| Título de la canción             | Fecha de lanzamiento |
| -------------------------------- | -------------------- |
| You Must Be Happy (你一定要幸福) | 25 de marzo de 2006  |
| Flower's Blossom (花儿开了)      | 1 de enero de 2007   |
| KO ME                            | 12 de junio de 2010  |